# Herpsilochmus
Herpsilochmus és un gènere d'ocells de la família dels tamnofílids (Thamnophilidae). Agrupa espècies natives d'Amèrica del Sud i es distribueixen des de l'extrem nord del continent fins al nord d'Argentina encara que una espècie (H. rufimarginatus) s'estén fins a Panamà.

## Descripció i hàbitat
Les espècies d'aquest gènere són tamnofílids de cues força llargues, petites, mesurant entre 11 i 12,5 cm, i es troben principalment al dosser de boscos humits de baixa altitud, unes poques espècies en àrees muntanes més baixes o boscos caducifolis. Tots són de patró ben diferenciat i exhibeixen dimorfisme sexual, però dos grups d'espècies grises i blanques són molt semblants i són més ben distingides per la vocalització i zona de distribució. Quan canten belluguen la cua; les femelles sovint fan ressò al mascle amb una versió més curta del cant. Tots, especialment els habitants de l'interior del bosc, són molt més sentits que vistos.

## Taxonomia i etimologia
El gènere Herpsilochmus va ser introduït per l'ornitòleg alemany Jean Cabanis el 1847. El nom del gènere combina les paraules del grec antic «herpō» que significa “arrossegar-se” i «lokhmē» “bosc”. L'espècie tipus és el formigueret de Bahia.
H. praedictus és una nova espècie, descrita per Cohn-Haft i Bravo (2013) i reconeguda pel Comitè de Classificació de Sud-americà (SACC) mitjançant l'aprovació de la Proposta N° 586 al setembre de 2013.
H. stotzi és una nova espècie, descrita per Whitney et al (2013) i reconeguda pel SACC mitjançant l'aprovació de la Proposta N° 585 al setembre de 2013.
Alguns autors, com Manual dels Ocells del Món i Birdlife International, consideren el tàxon H. rufimarginatus scapularis com l'espècie separada Herpsilochmus scapularis (formigueret ala-roig septentrional), amb base en diferències morfològiques i de vocalització. No obstant això, estudis en profunditat de les vocalitzacions dels quatre tàxons compresos en H. rufimarginatus, van concloure que H. rufimarginatus frater (incloent-hi H. r. exiguus) ha de ser tractada com a espècie separada, i que el taxó scapularis seria a penes un sinònim posterior de rufimarginatus i per tant invàlid. La separació de Herpsilochmus frater i la invalidesa de H. scapularis van ser referendats a la Proposta N° 870 al SACC, el 2020.
Els estudis genètics de Harvey et al. (2020), i les anàlisis filogenómiques de Bravo et al. (2021) demostraren que el gènere Herpsilochmus no era monofilètic pel fet que Herpsilochmus sellowi és germana de l'espècie Biatas nigropectus, i que tota la resta de les espècies a Herpsilochmus pertanyen a un clade al costat de Dysithamnus. A causa de les considerables diferències fenotípiques entre H. sellowi i B. nigropectus no es va considerar adequat unir-les en un únic gènere, i com que no hi havia cap altre nom disponible per a H. sellowi, Bravo et al. van descriure un nou gènere monotípic Radinopsyche. El canvi taxonòmic va ser aprovat a la Proposta No 915 al Comitè de Classificació de Sud-americà (SACC) el juliol de 2021.
El nom genèric Herpsilochmus es compon de les paraules del grec antic «herpō» que significa “reptar”, “arrossegar-se” i «lokhmē», “matoll”, “garriga”; significant “que s'arrossega pel matoll”.
Segons la Classificació del Congrés Ornitològic Internacional (versió 14.2, 2024) aquest gènere està format per 17 espècies:
- formigueret de Bahia - (Herpsilochmus pileatus).
- formigueret de capell - (Herpsilochmus atricapillus).
- formigueret predit - (Herpsilochmus praedictus).
- formigueret de l'Aripuana - (Herpsilochmus stotzi).
- formigueret cuereta - (Herpsilochmus motacilloides).
- formigueret de gorja cendrosa -(Herpsilochmus parkeri).
- formigueret de Dugand - (Herpsilochmus dugandi).
- formigueret gebrat - (Herpsilochmus sticturus).
- formigueret de Todd - (Herpsilochmus stictocephalus).
- formigueret de Gentry - (Herpsilochmus gentryi).
- formigueret dorsitacat - (Herpsilochmus dorsimaculatus).
- formigueret del Roraima - (Herpsilochmus roraimae).
- formigueret de collar - (Herpsilochmus pectoralis).
- formigueret becllarg - (Herpsilochmus longirostris).
- formigueret pitgroc - (Herpsilochmus axillaris).
- formigueret ala-roig meridional - (Herpsilochmus rufimarginatus).
- formigueret ala-roig septentrional - (Herpsilochmus frater).